# Jordbrugets UddannelsesCenter Århus
Jordbrugets UddannelsesCenter Århus (JU Århus) er en erhvervsskole, der udbyder en bred vifte af uddannelser og kurser inden for det grønne område – landbrug, gartneri, skovbrug og blomsterbinderi. JU Århus består af to afdelinger syd for Aarhus.
Skolen administreres fra afdelingen i Beder, der ligger ved landevejen mod Odder, cirka 13 km syd for Aarhus. I Beder udbydes uddannelserne anlægsgartner, gartner, skov- og naturtekniker (grundforløb) samt blomsterbinder og en række forskellige kurser.
Skolelandbruget Bredballegård, afdelingen i Mårslet, udbyder landmandsuddannelsen, det særlige studenterforløb Trin S, grundforløbet til dyrepasser og hestemanager, samt hele uddannelsen til jordbrugsmaskinfører.
JU Århus er resultatet af en fusion den 1. januar 2008 mellem to af jordbrugets ældre uddannelsessteder: Vejlby Landbrugsskole og DCJ (Dansk Center for Jordbrugsuddannelse). Skolen har dog rødder helt tilbage til 1889, hvor Beder Havebrugsskole (senere kendt som Beder Gartnerskole) tog imod de første fire elever. Malling Landbrugsskole, som også har været en del af skolen og nu er lukket, startede samme år. 